# Carpomya paradalina
Carpomya paradalina är en tvåvingeart som först beskrevs av Jacques-Marie-Frangile Bigot 1891.  Carpomya paradalina ingår i släktet Carpomya och familjen borrflugor. Inga underarter finns listade.